# Yadi Bangoura
Yadi Bangoura (30 juni 1996) is een Guinees voetballer die het liefst als centrumspits speelt. Hij komt sinds 2023 uit voor UR Namur.

## Carrière
Bangoura werd geboren in Guinee en als tiener geadopteerd door een Belgisch gezin. In 2020 stapte hij over van RFC Luik naar RWDM. Op 2 februari 2021 liet de club weten dat het contract in onderling overleg ontbonden was. 
Hij tekende vervolgens meteen bij Patro Eisden Maasmechelen.

## Clubstatistieken
| Seizoen         | Club             | Land            | Competitie       | Competitie | Competitie | Beker | Beker | Supercup | Supercup | Europees | Europees | Totaal | Totaal |
| Seizoen         | Club             | Land            | Competitie       | Wed.       | Dlp.       | Wed.  | Dlp.  | Wed.     | Dlp.     | Wed.     | Dlp.     | Wed.   | Dlp.   |
| --------------- | ---------------- | --------------- | ---------------- | ---------- | ---------- | ----- | ----- | -------- | -------- | -------- | -------- | ------ | ------ |
| 2020/21         | RWDM             | Vlag van België | Eerste klasse B  | 6          | 0          | 0     | 0     | —        | —        | —        | —        | 6      | 0      |
| 2020/21         | Patro Eisden     | Vlag van België | Eerste nationale | 0          | 0          | 0     | 0     | —        | —        | —        | —        | 0      | 0      |
| 2021/22         | Thes Sport       | Vlag van België | Eerste nationale | 14         | 3          | 0     | 0     | —        | —        | —        | —        | 14     | 3      |
| 2022/23         | URSL Visé        | Vlag van België | Eerste nationale | 8          | 1          | 3     | 1     | —        | —        | —        | —        | 11     | 2      |
| 2022/23         | RAAL La Louvière | Vlag van België | Eerste nationale | 16         | 4          | 0     | 0     | —        | —        | —        | —        | 16     | 4      |
| 2023/24         | UR Namur         | Vlag van België | Eerste nationale | 22         | 7          | 1     | 0     | —        | —        | —        | —        | 23     | 7      |
| Carrière totaal | Carrière totaal  | Carrière totaal | Carrière totaal  | 66         | 15         | 4     | 1     | 0        | 0        | 0        | 0        | 70     | 16     |

Bijgewerkt op 22 maart 2024.

## Interlandcarrière
Bangoura maakte op 10 oktober 2020 zijn interlanddebuut voor Guinee in een vriendschappelijke interland tegen Kaapverdië. Bangoura scoorde tijdens zijn debuutinterland, die op 1-2 eindigde, meteen zijn eerste interlandgoal.
| Interlands van Yadi Bangoura             | Interlands van Yadi Bangoura | Interlands van Yadi Bangoura | Interlands van Yadi Bangoura | Interlands van Yadi Bangoura | Interlands van Yadi Bangoura | Interlands van Yadi Bangoura |
| No.                                      | Datum                        | Wedstrijd                    | Uitslag                      | Soort Wedstrijd              | Doelpunten                   |                              |
| Als speler bij RWDM                      | Als speler bij RWDM          | Als speler bij RWDM          | Als speler bij RWDM          | Als speler bij RWDM          | Als speler bij RWDM          | Als speler bij RWDM          |
| ---------------------------------------- | ---------------------------- | ---------------------------- | ---------------------------- | ---------------------------- | ---------------------------- | ---------------------------- |
| 1.                                       | 10 oktober 2020              | Kaapverdië – Guinee          | 1 – 2                        | Vriendschappelijk            | 66'                          |                              |
| 2.                                       | 15 november 2020             | Tsjaad – Guinee              | 1 – 1                        | Kwalificatie Afrika Cup 2021 | -                            |                              |
| Als speler bij Patro Eisden Maasmechelen |                              |                              |                              |                              |                              |                              |
| 3.                                       | 28 maart 2021                | Namibië – Guinee             | 2 – 1                        | Kwalificatie Afrika Cup 2021 | -                            |                              |
| Totaal                                   | Totaal                       | Totaal                       | Totaal                       | Totaal                       | 1                            |                              |

Bijgewerkt tot 22 maart 2024